# Ruma
 'Rima'  (em sérvio: Рума) é uma cidade e município localizado na província de Voivodina, norte de Sérvia. Em 2011 o município tinha 54.141 habitantes, 29.969 dos quais vivendo na capital 